# HD185280
HD185280 — хімічно пекулярна зоря спектрального класу A2, що має видиму зоряну величину в смузі V приблизно  9,4.
Вона  розташована на відстані близько 695,4 світлових років від Сонця.

## Пекулярний хімічний склад
Зоряна атмосфера HD185280 має підвищений вміст 
Cr
.